# Калцијум-карбонат
Калцијум-карбонат је хемијско једињење које припада групи неорганских соли. Молекуларна формула калцијум-карбоната је 3. Најчешћи облици калцијум-карбоната су кречњак, креда и мермер.

## Добијање
Калцијум-карбонат се добија у реакцији између калцијум-хидроксида и угљене киселине. Може се добити и реакцијом између калцијумовог оксида и угљен-диоксида, или комбинација једног од ових једињења са једним од претходна два.
Преко било које од испод написаних реакција може се добити калцијум-карбонат.
{\displaystyle Ca(OH)_{2}+H_{2}CO_{3}\rightarrow CaCO_{3}+2H_{2}O}
{\displaystyle Ca(OH)_{2}+CO_{2}\rightarrow CaCO_{3}+H_{2}O}
{\displaystyle CaO+H_{2}CO_{3}\rightarrow CaCO_{3}+H_{2}O}
{\displaystyle CaO+CO_{2}\rightarrow CaCO_{3}}
Калцијум-карбонат може се добити и на друге начине, нпр. у двогубој измени соли. Ова је реакција могућа зато што је калцијум-карбонат талог.
{\displaystyle Ca(NO_{3})_{2}+Na_{2}CO_{3}\rightarrow CaCO_{3}+2NaNO_{3}}
Алтернативно, калцијум карбонат се може припремити из калцијум оксида. Вода се се додаје чиме се формира калцијум хидроксид, и затим се угљен диоксид проводи кроз тај раствор до би се исталожио жељени калцијум карбонат, који се у индустрији назива преципитираним калцијум карбонатом (PCC):
{\displaystyle {\ce {CaO + H2O -> Ca(OH)2}}}
{\displaystyle {\ce {Ca(OH)2 + CO2 -> CaCO3(v) + H2O}}}

## Структура
Термодинамички стабилна форма 3 под нормалним условима је хексагонална β-CaCO3, (минерал калцит). Друге форме се могу припремити, гушћа,(2,83 ) орторомбна λ-CaCO3 (минерал аргонит) и μ-CaCO3, која се јавља као минерал ватерит. Арагонитна форма се може припремити преципитацијом на температурама изнад 85 °C, ватеритна форма се може припремити преципитацијом на 60 °C. Калцит садржи атоме калцијума координисане са 6 атома кисеоника, док су у арагониту они координисани са 9 атома кисеоника. The vaterite structure is not fully understood. Магнезијум карбонат 3 има калцитну структуру, док стронцијум и баријум карбонат (3 и 3) попримају арагонитну структуру, што одражава њихове веће јонске радијусе.

## Физичке особине
Калцијум-карбонат је прашкаста со беле боје.
Ова је со нерастворљива у води. Приликом мешања са водом настаје талог.

## Хемијске особине
Калцијум-карбонат са индикаторима реагује базно јер је база која га гради јача од киселине која га гради.

### Реакције
Калцијум-карбонат може да реагује у свим хемијским реакцијама које су карактеристичне за карбонате (соли угљене киселине).
{\displaystyle CaCO_{3}+H_{2}SO_{4}\rightarrow CaSO_{4}+CO_{2}+H_{2}O}
Сумпорна киселина је јача од угљене киселине (као и све остале неорганске киселине) и зато може да је истисне из њених соли. Пошто је угљена киселина веома непостојана, она се одмах распада на угљен-диоксид и воду.
У реакцији се добија и одговарајућа со калцијума (у овом случају калцијум-сулфат).
{\displaystyle CaCO_{3}\rightarrow CaO+CO_{2}}
На температурама од око 825 °C калцијум-карбонат се распада на угљен-диоксид и калцијум-оксид.
{\displaystyle CaCO_{3}+Na_{2}SO_{4}\rightarrow CaSO_{4}+Na_{2}CO_{3}}
Оба реакција зобе се двогуба измена соли. Двогуба измена соли је могућа само ако настаје слаборастворно једињење или гас (у овом случају, настаје талог - калцијум-карбонат).
Ако се на калцијум-карбонат дода воде и угљен-диоксида, доћи ће до реакције и наградиће се калцијум-хидрогенкарбонат.
{\displaystyle CaCO_{3}+CO_{2}+H_{2}O\rightarrow Ca(HCO_{3})_{2}}
Калцијум-карбонат је електролит. Испод је написана реакција електролитичке дисоцијације калцијум-карбоната.
{\displaystyle CaCO_{3}\rightarrow Ca^{2+}+CO_{3}^{2-}}

## Примена
Примењује се у медицинске сврхе као антацид (неутралише киселину у желуцу).
Користи се и у производњи школских креда заједно са калцијум-сулфатом.
Велика је и примена калцијум-карбоната у грађевинарству. Користи се сам по себи (нпр. мермер) или као један од састојака цемента.
У керамици калцијум-карбонат је користан јер се његов прах користи као један од главних састојака у праху за глазуру.

### Индустријске примене
Главна употреба калцијум карбоната је у грађевинској индустрији, било као грађевински материјал или као агрегат кречњака за изградњу путева или као састојак цемента или као полазни материјал за припрему грађевинског кречњака печењем у пећи. Међутим, због старења углавном узрокованог киселим кишама, калцијум карбонат (у виду кречњака) се више самостално не користи у грађевинарству, већ једино као сировина/примарна супстанца за грађевинске материјале.
Калцијум карбонат се исто тако користи у пречишћавању гвожђа из руде гвожђа у високим пећима. Карбонат се in situ преводи у калцијум оксид, који формира троску са различитим присуством нечистоћа, и издваја се из пречишћеног гвожђа.
У нафтној индустрији, калцијум карбонат се додаје у флуиде за бушење као средство за формационо премошћавање и заптивање филтерског колача; он је такође отежавајући материјал који повећава густину флуида за бушење да би се контролисао притисак у бушотини. Калцијум карбонат се додаје у пливачке базене, као средство за корекцију pH вредности ради одржавања алкалинитета и уравнотежавање киселих својстава дезинфекционог агенса.
Он се исто тако користи као сировина у рафинирању шећера из шећерне репе. Он се калцинира у пећи са антрацитом да би се формирао калцијум оксид и угљен диоксид. Овај термички обрађени кречњак се затим гаси у слаткој води да би се произвела суспензија калцијум хидроксида за преципитацију нечистоћа у сировом соку током карбонације.
Калцијум карбонат је традиционално био главна компонента креде за писање на табли. Међутим, модерна креда се углавном састоји од гипса, хидратисаног калцијум сулфата . Калцијум карбонат је главни извор за раст биокамена. Исталожени калцијум карбонат (PCC), у предиспергованом облику се често користи као пунилачки материјал за израду латекс рукавица ради остваривања максималне уштеде на материјалу и снижења производних трошкова.

## Налажење у природи

### Геолошки извори
Калцијум-карбонат се може у природи наћи у разним минералима заједно са другим солима, нпр. у доломиту ({\displaystyle MgCO_{3}xCaCO_{3}}).
- Калцит
- Арагонит
- Мермер
- Травертин

### Биолошки извори
Љуске јаја, оклоп пужева и већина морских шкољки се углавном састоје од калцијум карбоната и могу се користити као индустријски извори те хемикалије. Шкољке острига су недавно препознате као извор прехрамбеног калцијума. Оне су исто тако практични индустријски извор. Тамнозелена вегетација као што су брокуле и кељ садрже знатне количине прехрамбеног калцијум карбоната, међутим то није практичан индустријски извор.

### Ванземаљски извори
Изван Земље, поздана евиденција сугерише да је калцијум карбонат присутан на Марсу. Знаци калцијум карбоната су детектовани на више локација (посебно у Гусевом и Хајгенсовом кратеру). То пружа извесну евиденцију о ранијем присуству течне воде.